# Ischnus laurae
Ischnus laurae là một loài tò vò trong họ Ichneumonidae.